# Mystery Jets
Mystery Jets är en brittisk indierockgrupp, tidigare baserad på Eel Pie Island i Themsen vid Twickenham i London Borough of Richmond upon Thames, i sydvästra London.
Bandets första line-up bestod av Blaine Harrison på trummor, William Rees på gitarr och Henry Harrison (Blaines far) på basgitarr. Henry blev sedan andra-gitarrist i bandet då det tillkom två nya medlemmar, Kai Fish på basgitarr och Tamara Pearce-Higgins på orgel. Kai gick med i bandet då behövdes en basist (han spelade cello ursprungligen). Deras ursprungliga namn var The Misery Jets, som togs från en rubrik i tidningen Evening Standard (Eel Pie Island ligger under Heathrows flygväg, där flygplan ofta kan ses). Namnet blev bytt till Mystery Jets när Blaine felaktigt felstavade namnet medan han målade det på ett trumskinn.

## Bandmedlemmar
Nuvarande medlemmar
- Blaine Harrison – sång, keyboard, gitarr
- William Rees – gitarr, sång
- Kapil Trivedi – trummor
- Henry Harrison – keyboard, gitarr
- Jack Flanagan – basgitarr

Tidigare medlemmar
- Tamara Pearce-Higgins – keyboard, sång
- Kai Fish – sång, basgitarr
- Peter Cochrane – basgitarr
- Matt Park – pedal steel guitar

Bildgalleri

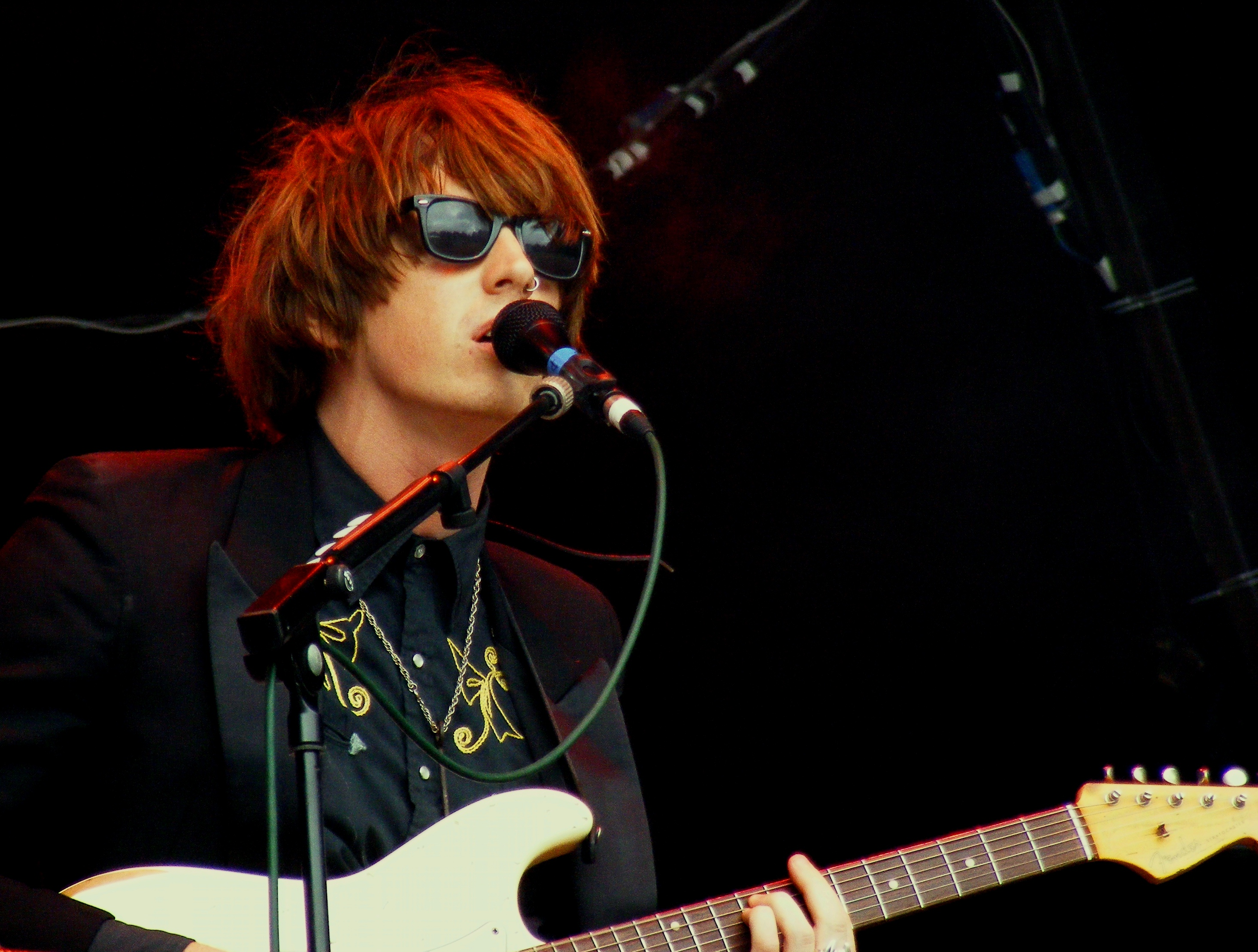
Blaine Harrison 2011
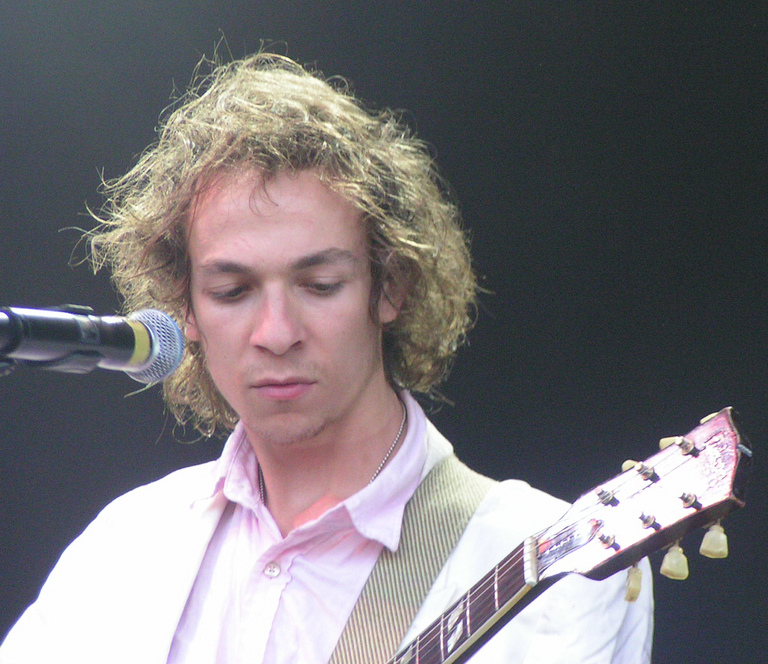
William Rees 2008
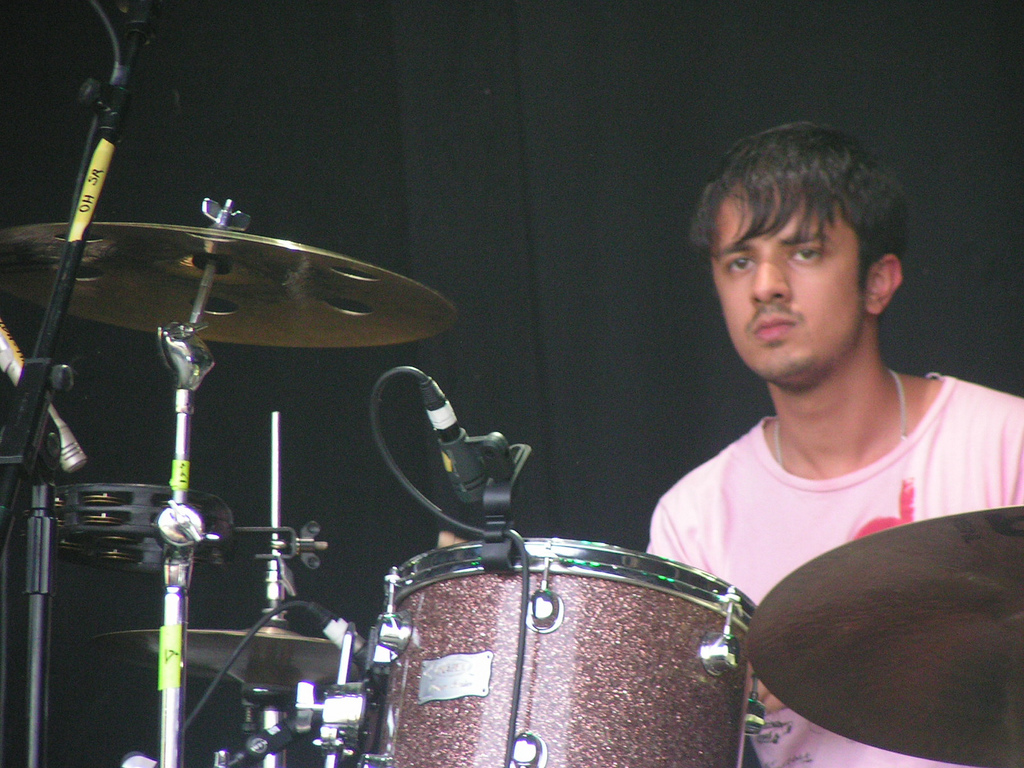
Kapil Trivedi 2008

## Diskografi (urval)
Album
- Making Dens (2006)
- Zootime (2007) (utgiven endast i USA)
- Twenty One (2008)
- Serotonin (2010)
- Radlands (2012)
- Curve of the Earth (2016)

Singlar
- "Zoo Time" (2005)
- "On My Feet" (2005)
- "Alas Agnes" (2005) (#34 på UK Singles Chart)
- "You Can't Fool Me Dennis" (2005) (UK #44)
- "Diamonds In The Dark" (2006) (UK #47)
- "The Boy Who Ran Away" (2006) (UK #23)
- "You Can't Fool Me Dennis" (2006) (återutgåva) (UK #41)
- "Young Love" (med Laura Marling) (2008) (UK #34)
- "Two Doors Down" (2008) (UK #24)
- "Half in Love with Elizabeth" (2008)
- "Dreaming of Another World" (2010)
- "Show Me the Light" (2010)
- "Serotonin" (2011)
- "Someone Purer" (2012)
- "Greatest Hits" (2012)